# دانیل دانیلیان
دانیل هوهانسی دانیلیان (ارمنی: Դանիել Հովհաննեսի Դանիելյան) یک سیاستمدار اهل ارمنستان بود که از تاریخ ۱۹۷۰ تا تاریخ ۱۹۷۴ سمت وزیر ارتباطات ارمنستان شوروی را برعهده داشت.

## یادداشت
1. ↑  ՀԽՍՀ ավտոմոբիլային տրանսպորտի նախարար